# Улица Балву (Рига)
Улица Ба́лву (латыш. Balvu iela) — улица в Латгальском предместье города Риги, в историческом районе Московский форштадт. Пролегает в юго-западном направлении, от улицы Маскавас до улицы Краста.
Общая длина улицы Балву составляет 583 метра. На всём протяжении асфальтирована, имеет две полосы, разрешено движение в обоих направлениях. Средняя ширина проезжей части — 7 метров. Общественный транспорт по улице не курсирует.

## История
Впервые показана на плане 1895 года как одна из двух будущих улиц, которой тогда же было присвоено название Киевская улица (нем. Kiewsche Strasse, латыш. Kijevas iela). (Второй улицей была Харьковская, ныне улица Варакляну). В городских адресных книгах впервые упоминается под 1898/1899 годом. Современное название — в честь латгальского города Балвы — носит с 1936 года.
В течение многих десятилетий улица Балву проходила лишь от Московской улицы (Маскавас) до Коенгольмской (Коюсалас); её продолжение до улицы Краста построено лишь в начале XXI века.
К началу Второй мировой войны земельные участки вдоль улицы Балву не имели нумерации; имевшиеся здесь отдельные здания относились к другим улицам. По чётной стороне улицы, на месте бывшей Артиллерийской площади, в 1937 году по проекту Андрея Зейдакса был разбит Латгальский сад (ныне парк, в 1945—2022 годах назывался Московским). Во время немецкой оккупации улица именовалась Bolwasche Strasse. В дальнейшем переименований улицы не было.

## Застройка
- В 1970-е годы на нечетной стороне улицы был построен комплекс жилых домов (несколько пятиэтажных и один 12-этажный) с сопутствующей инфраструктурой[2].
- В 2010-х годах на земельном участке по ул. Балву, 17 разбит небольшой парк, получивший в 2016 году название Ереванский сад (латыш. Erevānas dārzs). В элементах его дизайна и благоустройства использованы армянские национальные мотивы, а финансирование разработки проекта обеспечили армянские предприниматели[7].
- На угловом участке при пересечении с улицей Коюсалас (адрес — Коюсалас, 15), южнее Латгальского парка, с конца XIX века располагался лесопильный и деревообрабатывающий завод[2]. По состоянию на 2023 год, на этом участке ведётся сооружение жилого комплекса «Piekrasta Rezidence» (первоначальный вариант названия — «Kojusalas Rezidence»)[8].

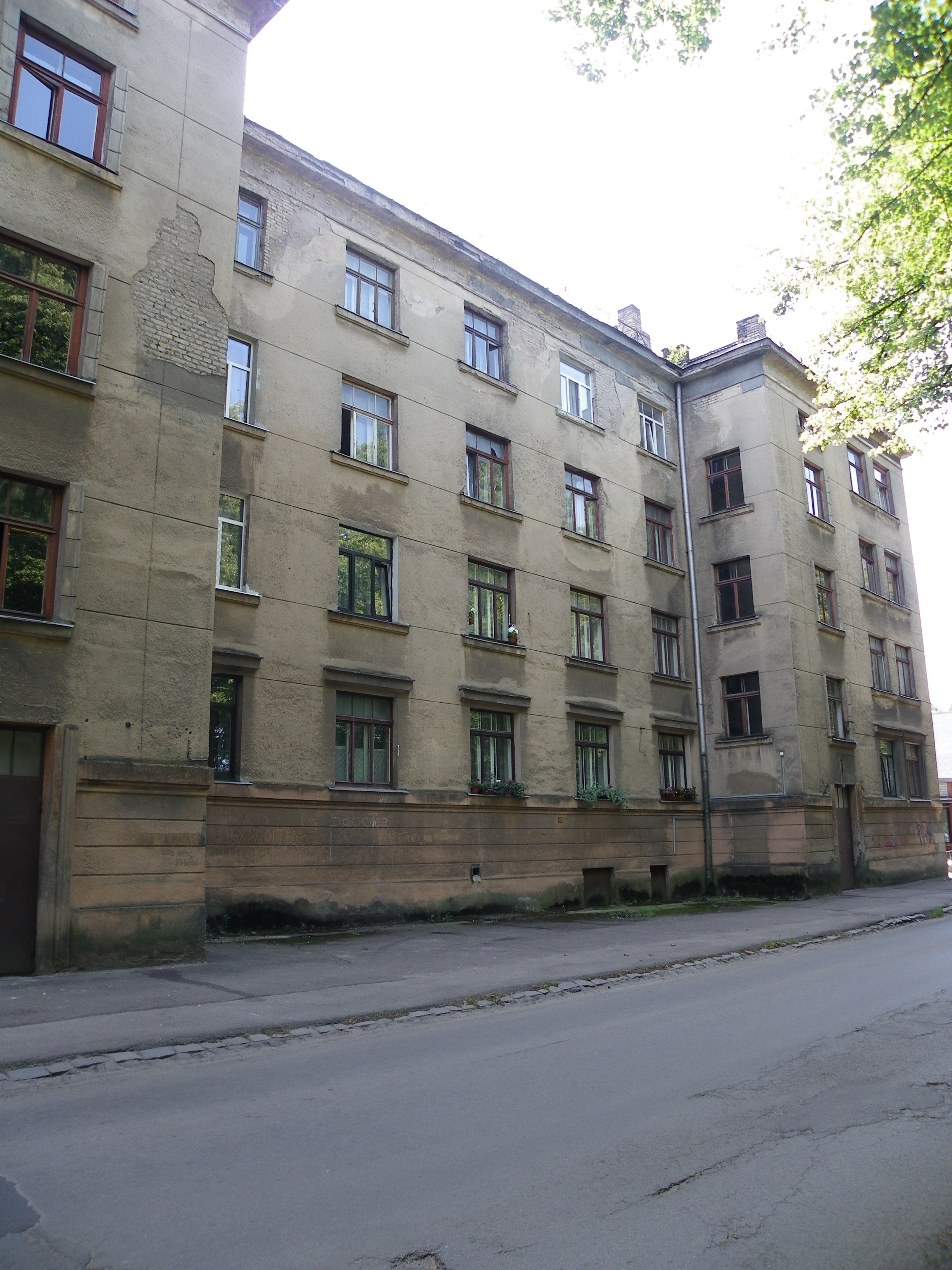
Дом № 3
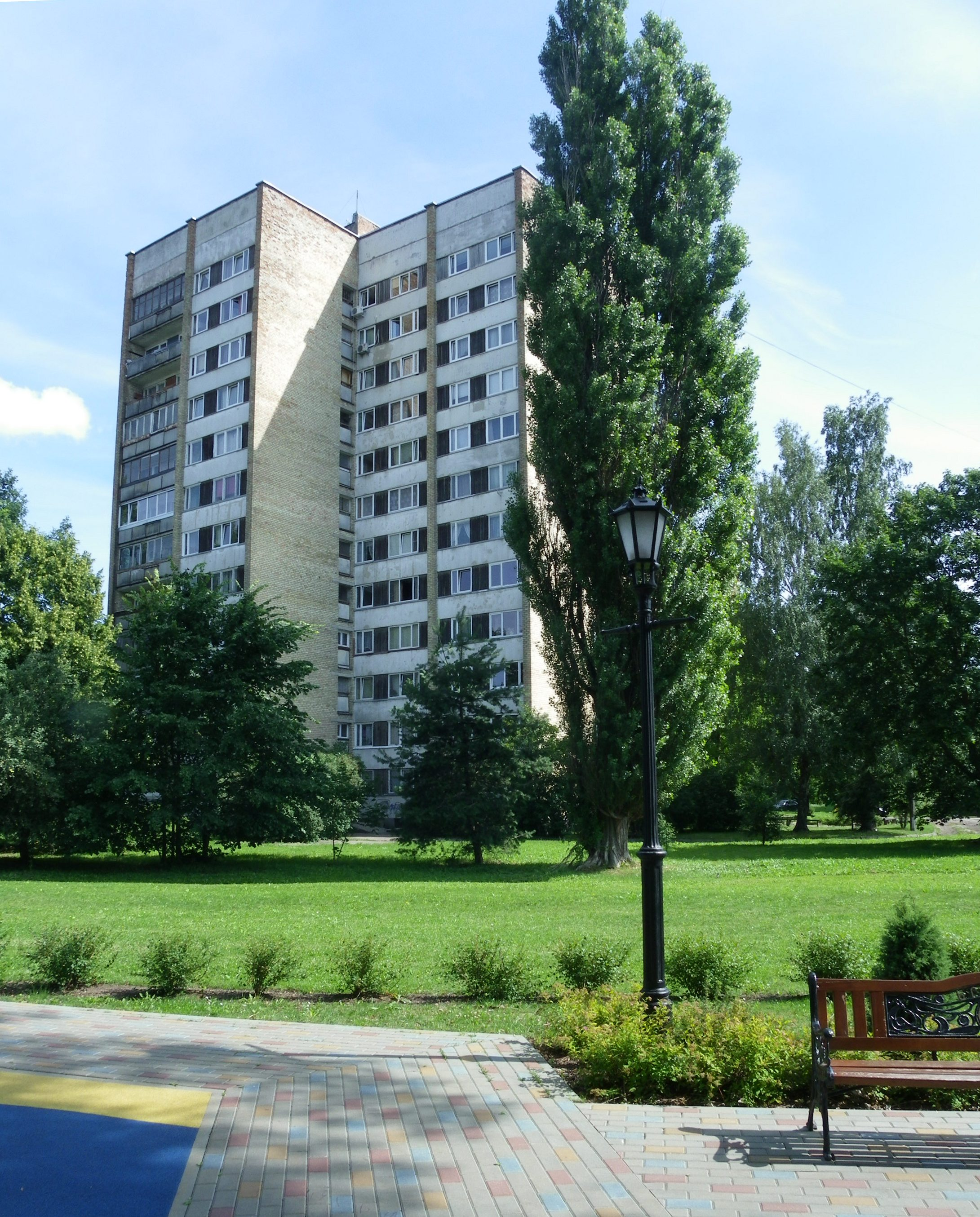
Дом № 15
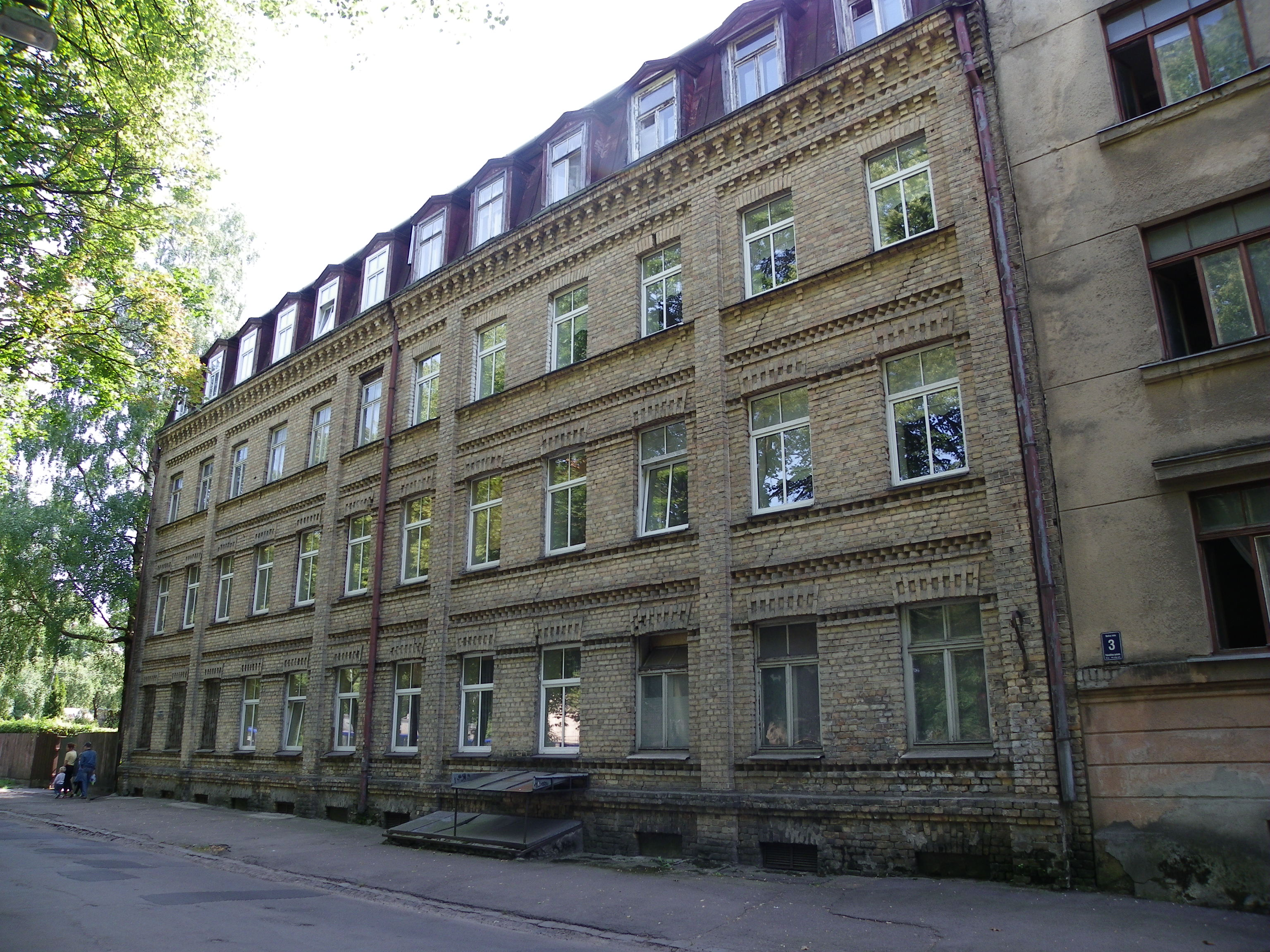
Ул. Маскавас, 162 (вид вдоль ул. Балву)
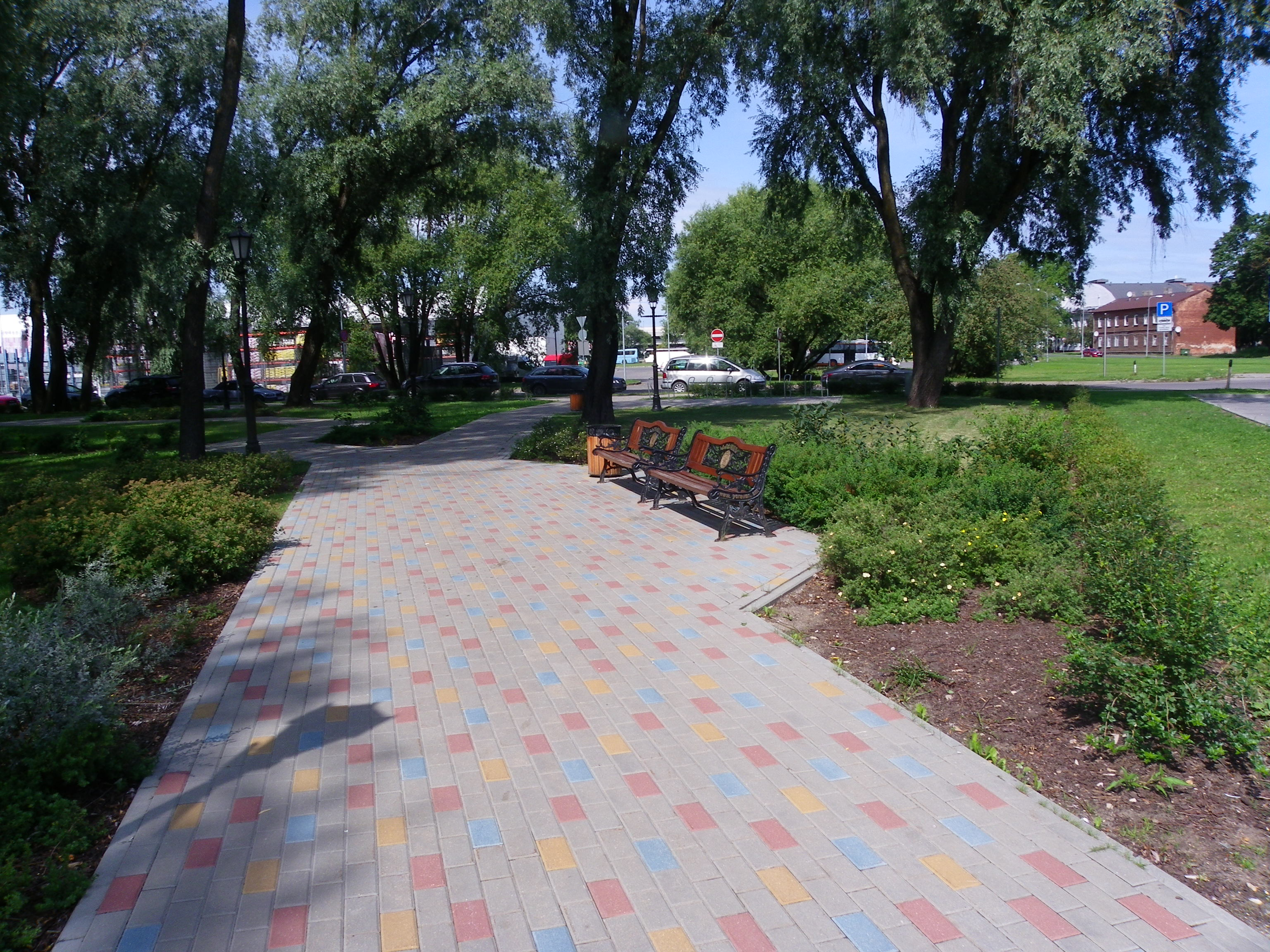
Ереванский сад
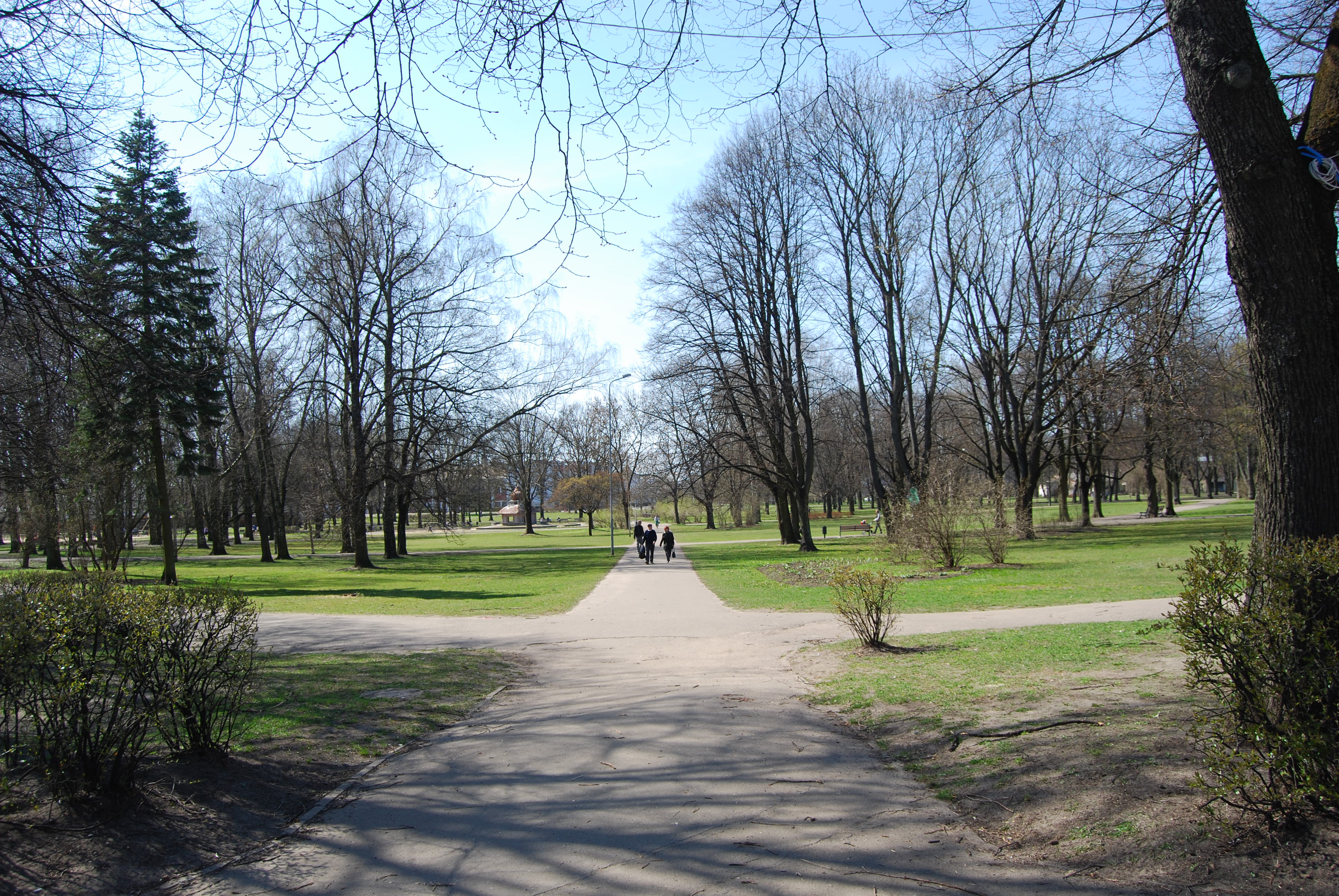
Латгальский парк

## Прилегающие улицы
Улица Балву пересекается со следующими улицами:
- улица Маскавас
- улица Коюсалас
- улица Греду
- улица Краста